# 廣東好漢
《廣東好漢》，前香港佳藝電視武俠劇集，全劇共59集，於1976年9月在佳藝電視播出，曾在1980年於無線電視重播。

## 劇情簡介
清乾隆年間，洪熙官、方世玉、胡惠乾、童千斤等來自廣東一帶的青、少年英雄到福建少林寺學武，成為少林俗家弟子。因清廷剿滅少林，少林寺被烧毀後，洪熙官等人逃囘廣東，武當道長馮道德、白眉等人計續到廣東追殺。

## 演員
- 米　雪 飾 嚴詠春
- 白　彪 飾 洪熙官
- 衛子雲 飾 方世玉
- 梁小龍 飾 童千斤
- 金錦玲 飾 五枚師太
- 梁日成(秦煌) 飾 三德和尚
- 麥天恩 飾 胡惠乾
- 曹達華 飾 白眉道人
- 王　克 飾 至善禪師
- 尹靈光 飾 圓空法師
- 劉　江 飾 高進宗
- 張敏婷 飾 李二環
- 林　秀(元秋) 飾 苗翠花
- 江可欣 飾 李小環
- 黎愛蓮 飾 金碧兒
- 邱　明 飾 穆人傑
- 羅樂林 飾 樂瑞卿
- 白文彪 飾 李德宗
- 楊澤霖 飾 李錦綸
- 溫　泉 飾 吳鐵城
- 林欣欣 飾 穆翠嬌
- 秦　沛 飾 李巴山
- 湯錦常 飾 雷老虎
- 江建景 飾 方孝玉
- 鄭　雷 飾 馮道德

## 外部連結
- 南少林的传说----从洪熙官到黄飞鸿
- 米記雪韻—廣東好漢 （页面存档备份，存于）
- 廣東好漢的粵語主題曲 （页面存档备份，存于）